# 포카치
포카치(러시아어: Покачи)는 러시아 한티만시 자치구의 도시이다. 바톄간강 우안에 자리잡고 있으며, 주도 한티만시스크 시에서 동쪽으로 350km, 튜멘 시에서 북동쪽으로 800km 떨어져 있다. 인구는 2010년 조사 기준 17,171명. 도시의 경제는 석유 시추에 의존한다.